# Araneus mulierarius
Araneus mulierarius là một loài nhện trong họ Araneidae.
Loài này thuộc chi Araneus. Araneus mulierarius được Eugen von Keyserling miêu tả năm 1887.